# 詹妮弗·黑尔

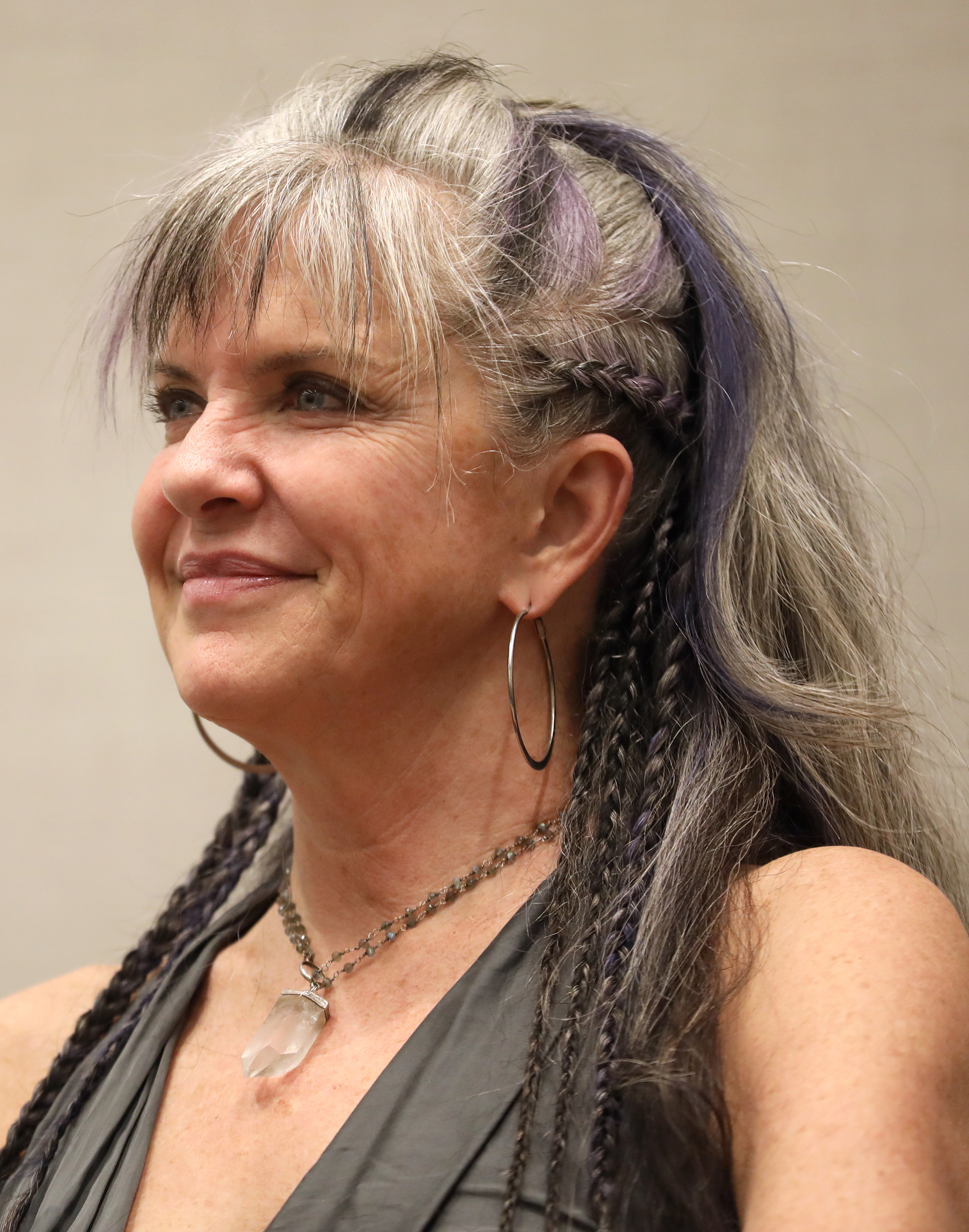
詹妮弗·黑尔

詹妮弗·黑尔是加拿大裔美国配音員。 她曾為博德之门系列 、质量效应系列、潛龍諜影系列、 生化奇兵 无限、银河战士Prime、鬥陣特攻等电子游戏配音。  2013年，她打破最多产的电子游戏配音员這一吉尼斯世界纪录，2024年這一紀錄又被別人打破。 
詹妮弗·黑尔還為乔尼历险记 、 飛天小女警、小孩大聯盟 、愛酷一族 、小布与伟仔 、间谍少女组、降世神通：最後的氣宗及其续集降世神通：柯拉傳奇、神偷卡门、星際大戰：複製人之戰、X戰警 '97等動畫片和動畫電影配音。  